# Nomada melanopyga
Nomada melanopyga är en biart som beskrevs av Otto Schmiedeknecht 1882. Nomada melanopyga ingår i släktet gökbin, och familjen långtungebin. Inga underarter finns listade i Catalogue of Life.